# Astral Journey
Astral Journey is een verzamelalbum van de Duitse Cosmic Hoffmann, gespecialiseerd in elektronische muziek. Het is het vierde album in een serie waarbij Cosmic Hoffmann oude opnamen oppoetst en voor de eerste keer uitbrengt. Na Space Gems, Outerspace Gems en Hypernova is dit het vierde deel. Het bevat dus anno 2010 retro-elektronische muziek in de oude stijl van Tangerine Dream.
Cosmic Hoffmann bespeelt op dit studioalbum zogenaamde vintage-synthesizers en aanverwante apparatuur, waaronder de beroemde (en berucht vanwege vele haperingen) Mellotron 400 S en Minimoog. Apparatuur moest soms geleend worden, onder andere van Stephen Parsick. 

## Composities
| Nr. | Titel             | Duur  |
| --- | ----------------- | ----- |
| 1.  | The call of Gullu | 10:41 |
| 2.  | Medusa’s hair     | 5:44  |
| 3.  | Galactic opera    | 17:36 |
| 4.  | Orbiting Neptune  | 4:14  |
| 5.  | Spaceflight       | 5:24  |
| 6.  | Supernova         | 10:54 |
| 7.  | Crab Nebula       | 7:39  |